# Glacera de Chavière
La glacera de Chavière és una glacera situada a França al massís de la Vanoise, a la Savoia.
Petita glacera de vall, neix en un Circ glacial situat sota la cara sud de l'agulla de Péclet. Just després d'aquest circ, una petita difluència es dirigeix cap a la vall dels Belleville, a sobre de l'Estació d'esquí de Val Thorens. La part més gran del gel es dirigeix cap al sud, sota el mont de Gébroulaz, el roc des Saints-Pères, l'agulla dels Saints-Pères, la punta de Thorens, l'agulla del Bouchet, la punta del Bouchet i la punta Rénod.
Les seves aigües de fosa donen naixement a diversos torrents que alimenten alguns petits llacs glacials entre els quals el llac Café au Lait així com el rierol Noir que tira cap a l'Arc via el rierol de Sant Bernat.
La glacera és situada al Parc Nacional de la Vanoise, en els municipis de Modane a la seva part septentrional i de Sant-André a la seva part meridional.